# Peter Kaiser (Religionswissenschaftler)
Peter Kaiser (* 1961 in Stuttgart) ist ein deutscher Psychiater, Ethnologe und Religionswissenschaftler.

## Leben
Von 1983 bis 1991 studierte er Medizin in Lübeck, Heidelberg und Tübingen und von 1991 bis 1996 Ethnologie und vergleichende Religionswissenschaft an der Universität Tübingen. Seit 2014 lehrt er als Professor für Religionswissenschaft an der Universität Bremen. Seit 2018 ist er ärztlicher Leiter des Ambulatoriums für Folter- und Kriegsopfer des Schweizer Roten Kreuzes in Bern.

## Schriften (Auswahl)
- Arzt und Guru. Die Suche nach dem richtigen Therapeuten in der Postmoderne. Marburg 2001, ISBN 3-927165-72-7.
- Religion in der Psychiatrie. Eine (un-)wusste Verdrängung. Göttingen 2007, ISBN 978-3-89971-408-1.
- Heilige Qual und die Lust am Schmerz – Spiritualität und Sadomasochismus. Nordhausen 2016, ISBN 978-3959481298.
- Burn-Out für Fortgeschrittene. Norderstedt 2016, ISBN 9783739221793.
- Heilige Qual und die Lust am Schmerz. Verlag Traugott Bautz, Nordhausen 2016, ISBN 978-3-95948-129-8.